# طب تكاملي

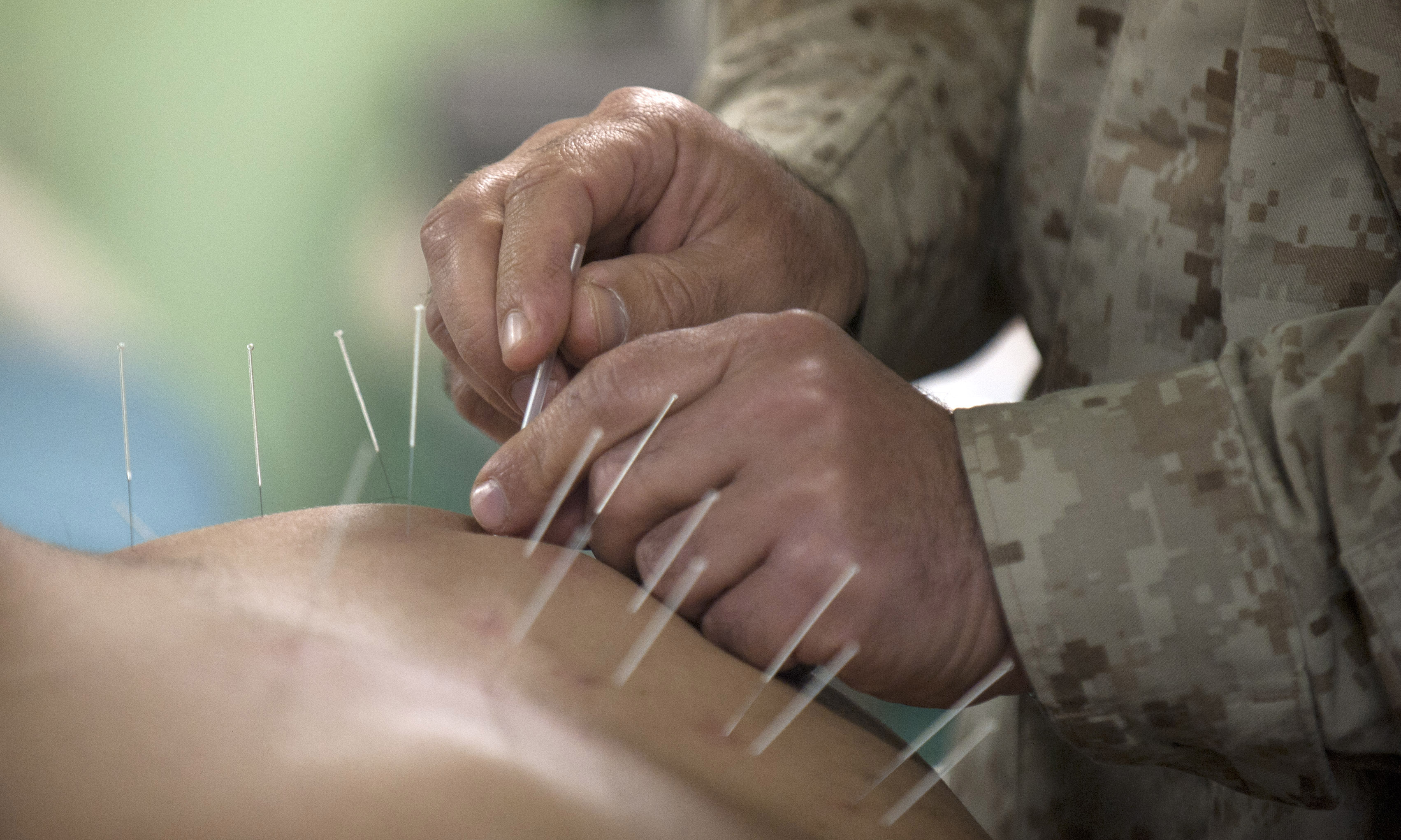

الطب التكاملي (بالإنجليزية: Integrative medicine)‏ هو الجمع بين الطب التقليدي الغربي والطب البديل الشرقي ومبنى على أسس طبية مثبتة . ويقدم الطب التكاملي مفهوم أعمق، ورؤية طبية أشمل وأوسع، تهدف إلى تحسين الصحة والمحافظة عليها ومنع الأمراض وتشخيصها ومعالجتها بطرق آمنة تماما .
ويقوم علي هذا النوع من الطب أطباء بشريين، درسوا الطب التقليدي الغربي وبعض أنواع الطب البديل الشرقي، وهذه الفئة من الأطباء هي الأقدر على فهم الوسائل والبدائل في هذه النوعيه من الطب.
ولا يمكن أن يقوم بالطب التكاملي أي ممارس لم يدرس الطب التقليدي، لأنه ببساطه لن يكون مؤهلا ولا قادرا ولا كفئا للقيام بذلك.
وما يقوم به بعض غير الأطباء من ممارسة للطب التكاملى بنفس المسمي أو بمسمي مقارب، يعد من قبيل التدليس، والتطبب المنهي عنه شرعا وقانونا، ففى الحديث الشريف أن رسول الله ﷺ قال :«من تطبب ولم يعلم عنه الطب فهو ضامن».
وينبغي أن تتصدى وزارات الصحة بالعالم العربي، لمدعي الطب وممارسيه دون وجه حق، فالصحة من أجل نعم الله على الناس، وينبغي أن تصان من الامتهان ممن لا مهنه له، ومن المتطفلين، وراغبي التكسب والثراء من المرضى دون علم معترف به شرعا وقانونا .
وهذا لا يمنع من الاستفادة من متخصصي الطب الشرقي ( الطب البديل ) الكفؤ المعتمدين من مدارس الطب الشرقية، تحت إشراف مراكز الطب التكاملي الذي يخضع علومهم للبحث والتدقيق والتمحيص ومعرفة النافع من الضار وفق أساليب الأبحاث الغربية المعتمدة الحديثة .
ويركز الطب التكاملي على ارتباط العقل والروح والجسد والبحث عن مسببات الأمراض وحلها وليس مجرد تتبع الأعراض وعلاجها بالمسكنات
وتشير دراسة لمناهج الطب بجامعات أمريكا أجريت عام 2008 أن الطب التكاملي يدرس ب 117 جامعة من عدد جامعات أمريكا البالغ 126 جامعة وقد بدأت دراسة الطب التكاملي بجامعة هارفارد ( الجامعة رقم واحد على مستوى العالم ) عام 1995 بمركز أوشر للطب التكاملي وبالمركز 65 عضو هيئة تدريس من كلية الطب، ثم تلتها جامعة أريزونا عام 1997م، على يد رائد الطب التكاملي بالعالم وكبير مؤسسيه الدكتور أندرو ويل ( رئيس قسم الباطنة بكلية طب جامعه أريزونا- أمريكا ) وخريج جامعة هارفارد أيضا .
وقد تبع ذلك إنشاء عشرات الوحدات والمراكز بمختلف كليات الطب الأمريكية ومستشفياتها الشهيرة منها على سبيل المثال لا الحصر :
جامعات ( هارفارد- أريزونا - ميريلاند – ميتشجان – جورج واشنطن – فرجينيا – كلومبيا – بنسلفانيا – فلوريدا – تكساس- مستشفى مايو كلينيك )
وقد بدأ تدريس الطب التكاملي بالعالم العربى بكليات الطب عام 2007 بكلية الطب جامعة طيبة بالمدينة المنورة لطلاب الصفين الثالث والرابع تحت مسمى ( الطب النبوي والتكاملي ) تشريفا لمكان ومكانة المدينة المنورة وللتوجيهات النبوية الكريمة بهذا المجال، والمادة تدرس تحت إشراف قسم الباطنة.